# Colonne sonore di Laputa - Castello nel cielo
Questa pagina raccoglie tutti i CD contenenti la colonna sonora del film d'animazione Laputa - Il Castello nel cielo, realizzata dal compositore Joe Hisaishi.
Il film ha due colonne sonore: quella relativa all'edizione originale, e quella relativa all'edizione americana. Entrambe sono opera dello stesso Joe Hisaishi.

## Tenkū no shiro Rapyuta: Soundtrack <Hikouseki no Nazo>
Tracce
1. The Girl Who Fell from the Sky – 2:27
2. Morning in Slag Ravine – 3:04
3. A Fun Brawl (Pursuit) – 4:27
4. Memories of Gondoa – 2:46
5. Discouraged Pazu – 1:46
6. Robot Soldier (Resurrection/Rescue) – 2:34
7. Carrying You – 2:02 (Chorus: Suginami Children's Choir)
8. Sheeta's Decision – 2:05
9. On the Tiger Moth – 2:32
10. An Omen to Ruin – 2:18
11. The Sea of Cloud Under the Moonlight – 2:33
12. Laputa: Castle in the Sky – 4:36
13. The Collapse of Laputa – 2:00 (Chorus: Suginami Children's Choir)
14. Carrying You – 4:07 (cantata da Azumi Inoue)

## Castle in the Sky ~Laputa: The Castle In The Sky USA Version Soundtrack~
Tracce
1. Prologue ~ Flaptors Attack - 2:52
2. The Girl Who Fell from the Sky (Main Theme) - 2:34
3. The Levitation Crystal - 1:20
4. Morning in the Mining Village - 1:07
5. Pazu's Fanfare - 1:10
6. The Legend of Laputa - 3:06
7. A Street Brawl - 3:16
8. The Chase - 2:54
9. Floating with the Crystal - 0:52
10. Memories of Gondoa - 1:24
11. Stones Glowing in the Darkness - 3:22
12. Disheartened Pazu - 4:58
13. Robot Soldiers ~Resurrection & Rescue~ - 2:46
14. Dola and the Pirates - 2:11
15. Confessions in the Moonlight - 2:42
16. The Dragon's Nest - 3:31
17. The Lost Paradise - 1:57
18. The Forgotten Robot Soldier - 4:39
19. The Invasion of Goliath - 3:21
20. Pazu Fights Back - 3:23
21. The Final Showdown - 2:26
22. The Destruction of Laputa (Choral Version) - 2:08
23. The Eternal Tree of Life - 2:46

## Tenkuu no Shiro Rapyuta Imeeji Arubamu <Sora Kara Futtekita Shoujo>
Tracce
1. Tenkuu no Shiro Rapyuta - 3:53
2. Hato to Shounen - 2:26
3. Koufu - 4:00
4. Hikouseki - 2:38
5. Doora - 3:37
6. Shiita to Pazu - 2:33
7. Taiju - 5:24
8. Furapputaa - 4:10
9. Ryuu no Ana - 1:43
10. Tiidiisu no Yousai - 4:06
11. Shiita to Pazu - 3:17
12. Ushinawareta Rakuen - 2:15

## Tenkuu no Shiro Rapyuta Sinhuonii Hen
Tracce
1. Puroloogu ~ Deai - 5:37
2. Gran'ma Dola - 4:10
3. Kuuchuu Sampo - 4:56
4. Gondoa (Haha ni Dakarete) - 4:17
5. Ooinaru Densetsu - 6:32
6. Dai Katsugeki - 4:19
7. Kouzan-Machi - 4:11
8. Jikan no Shiro - 3:26

## Tenkuu no Shiro Rapyuta Hi-tech Series
Tracce
1. Sora kara Futtekita Shoujo - 3:27
2. Gondoa no Omoide - 4:30
3. Taigaamosu-gou nite - 3:49
4. Robotto Hei - 3:51
5. Shitui no Pazu - 3:55
6. Kimi wo Nosete - 3:14
7. Suraggu Keikoku no Asa - 3:14
8. Hemetsu he no Yochou - 3:49
9. Shiita no Ketsui - 3:43
10. Tenkuu no Shiro Rapyuta - 4:17

## Tenkuu no Shiro Rapyuta Dorama Hen <Hikari yo Yomigae re!>
Tracce
Disco 1
1. Sora kara Futtekita Shoujo - 31:27
2. Hikouseki no Nazo - 31:52

Disco 2
1. Ryuu no Su - 30:51
2. Tenkuu no Shiro Rapyuta - 26:43
3. Kimi wo Nosete - 3:18